# マス・ミロ

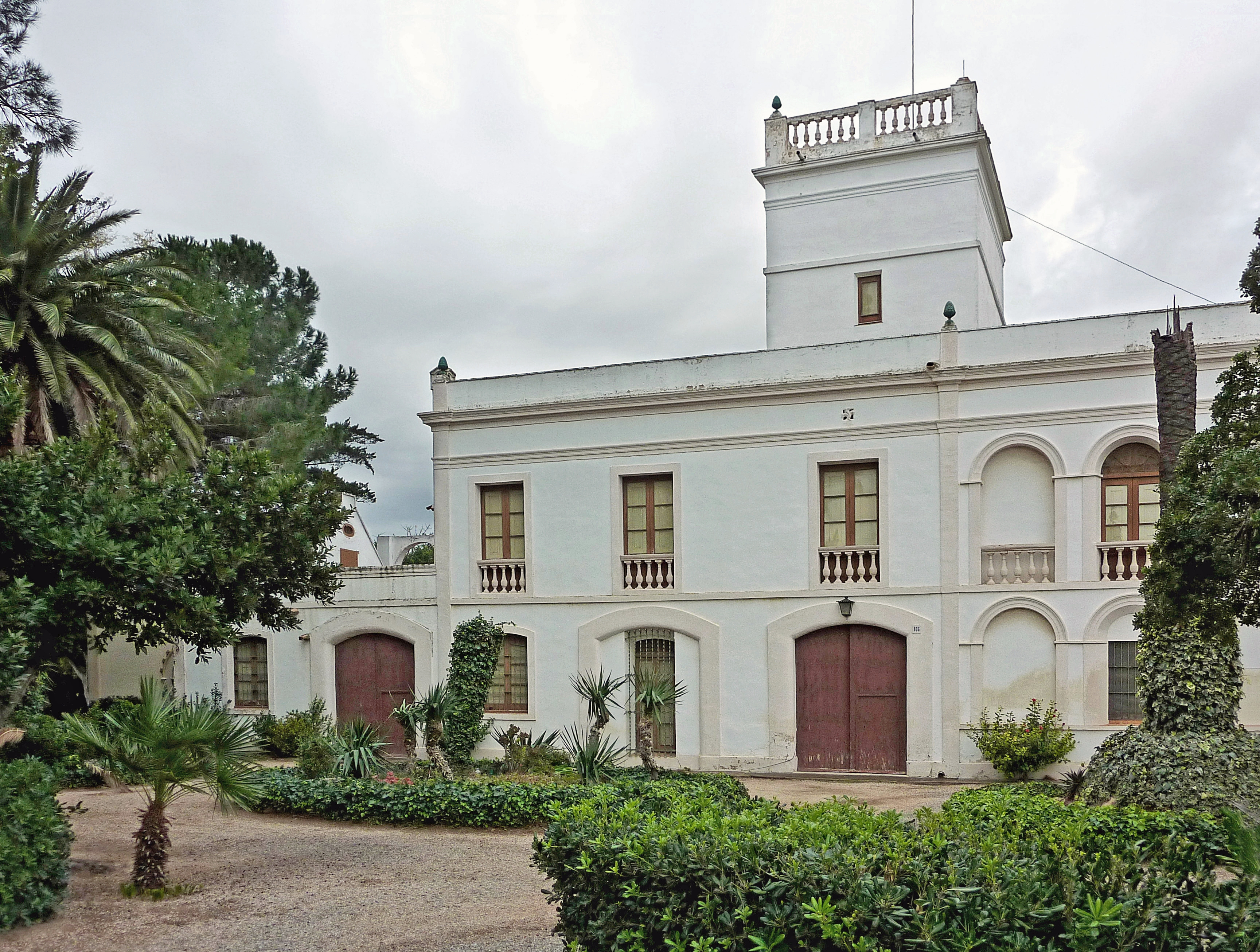
マス・ミロ（ミロ農園）

マス・ミロ（カタルーニャ語: Mas Miró）は、ミロ農園とも呼ばれ、スペインのカタルーニャ州タラゴナ県ムンロッチ・ダル・カムにある農園で、画家・芸術家ジョアン・ミロはスペインでは生まれ故郷のバルセロナ、1911年に両親がモンロッチ侯爵邸だった建物を家族の避暑地用にムンロッチに買ったこの農園、晩年はマヨルカ島で過ごしており、彼の代表的な絵画「農園」はこの農園を描いたもの。
現在は彼に関する記念館・展示場になっている。以前その役割を担っていた、旧教会のミロ・センター（Centre Miró）は2018年に閉鎖されている。